# Ealing North (circonscription du Parlement britannique)
Circonscription parlementaire de la Chambre des communes
La circonscription d'Ealing North est une circonscription électorale anglaise située dans le Grand Londres et représentée à la Chambre des communes du Parlement britannique.

## Géographie
La circonscription comprend :
- La partie ouest du borough londonien d'Ealing
- Les quartiers de Greenford, Perivale et Northolt, et partie du quartier de Hanwell

## Députés
Les Members of Parliament (MPs) de la circonscription sont :
| Législature                                     | Années        | Député       | Député         | Parti        |
| ----------------------------------------------- | ------------- | ------------ | -------------- | ------------ |
| Ealing North issue d'Ealing East et Ealing West |               |              |                |              |
| 39e                                             | 1950–1951     |              | James Hudson   | Travailliste |
| 40e                                             | 1951–1955     |              | James Hudson   | Travailliste |
| 41e                                             | 1955–1957     |              | John Barter    | Conservateur |
| 42e                                             | 1959–1964     |              | John Barter    | Conservateur |
| 43e                                             | 1964–1966     |              | William Molloy | Travailliste |
| 44e                                             | 1966–1970     |              | William Molloy | Travailliste |
| 45e                                             | 1970–1974     |              | William Molloy | Travailliste |
| 46e                                             | 1974–1974     |              | William Molloy | Travailliste |
| 47e                                             | 1974–1979     |              | William Molloy | Travailliste |
| 48e                                             | 1979–1983     |              | Harry Greenway | Conservateur |
| 49e                                             | 1983–1987     |              | Harry Greenway | Conservateur |
| 50e                                             | 1987–1992     |              | Harry Greenway | Conservateur |
| 51e                                             | 1992–1997     |              | Harry Greenway | Conservateur |
| 52e                                             | 1997–2001     |              | Stephen Pound  | Travailliste |
| 53e                                             | 2001–2005     |              | Stephen Pound  | Travailliste |
| 54e                                             | 2005–2010     |              | Stephen Pound  | Travailliste |
| 55e                                             | 2010–2015     |              | Stephen Pound  | Travailliste |
| 56e                                             | 2015–2017     |              | Stephen Pound  | Travailliste |
| 57e                                             | 2017–2019     |              | Stephen Pound  | Travailliste |
| 58e                                             | 2019–2024     | James Murray |                | Travailliste |
| 59e                                             | 2024–en cours | James Murray |                | Travailliste |

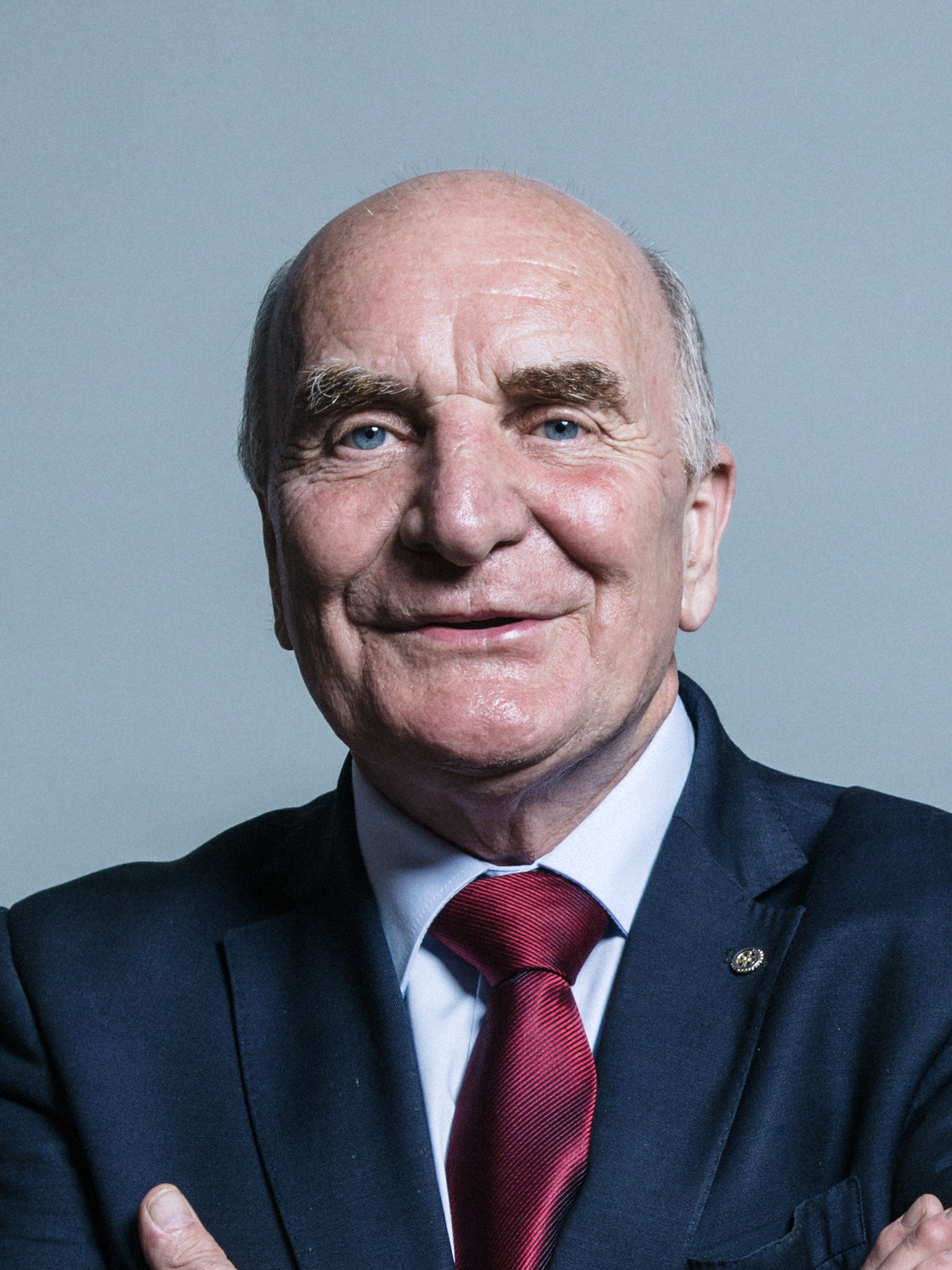
Stephen Pound (1997-2019)
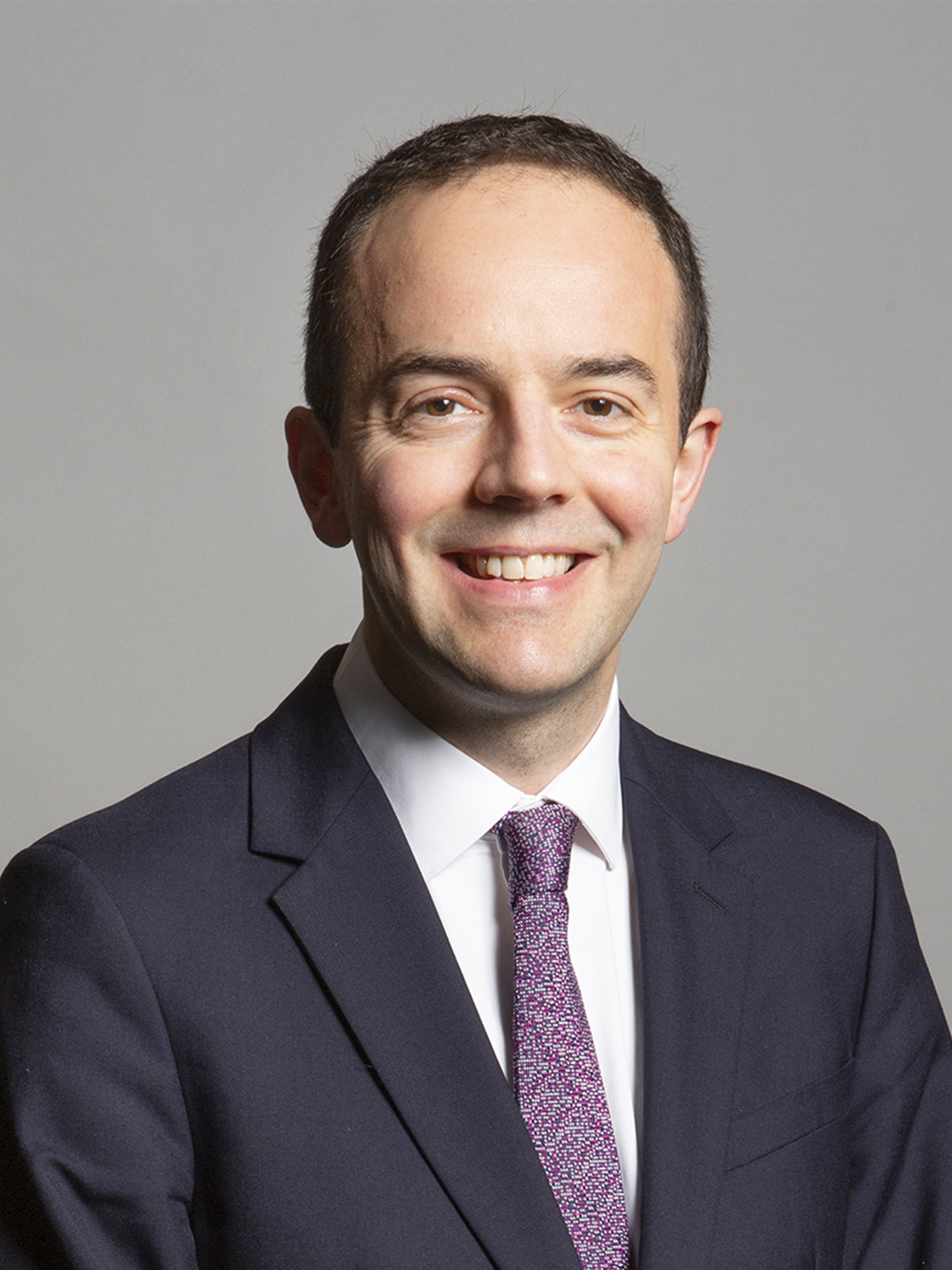
James Murray (2019-en cours)